# Emil David von Rhonfeld
Emil svobodný pán David z Rhonfeldu (německy Emil Freiherr David von Rhonfeld) (1. července 1837 Praha – 10. května 1918 Vídeň) byl rakousko-uherský generál. V armádě sloužil od roku 1855 a zúčastnil se vojenských konfliktů druhé poloviny 19. století. Později se uplatnil jako štábní důstojník a velitel různých vojenských jednotek. V letech 1890–1902 zastával funkci guvernéra v Dalmácii. Ve vojsku dosáhl hodnosti polního zbrojmistra (1893) a po odchodu do výslužby získal titul barona (1902). Díky sňatku svého staršího bratra byl blízce spřízněn s rodinou českého spisovatele Julia Zeyera.

## Životopis
Byl synem rakouského důstojníka Franze Davida, účastníka napoleonských válek povýšeného v roce 1846 do šlechtického stavu, matkou byla Terezie, rozená Kofferová. Emil (uváděný též jako Emilian) studoval na Tereziánské vojenské akademii ve Vídeňském Novém Městě a do armády vstoupil v roce 1855 jako podporučík. Následně si doplnil vzdělání na C. k. válečné škole ve Vídni a dokončil ji v hodnosti nadporučíka (1857). Během války se Sardinií byl povýšen na kapitána a za účast v bitvě u Solferina obdržel Vojenskou záslužnou medaili (1859). Poté sloužil u 5. pěšího pluku a v roce 1866 u generálního štábu v Itálie (během prusko-rakouské války, respektive třetí italské války za nezávislost. V roce 1868 byl povýšen na majora a v hodnosti podplukovníka (1872) působil znovu u generálního štábu. V roce 1875 se stal plukovníkem a zástupcem velitele 66. pěšího pluku. S tímto plukem se vyznamenal během okupace Bosny a Hercegoviny (1878), načež obdržel rytířský kříž Leopoldova řádu s válečnou dekorací (1878).
V roce 1880 dosáhl hodnosti generálmajora a stal se velitelem 17. pěší brigády v Praze a poté se podílel na potlačení povstání v Dalmácii, díky tomu v roce 1883 obdržel velkokříž srbského Takovského řádu. Od roku 1884 byl zástupcem velitele XIV. armádního sboru v Innsbrucku, tj. zemského velitelství pro Tyrolsko a Vorarlbersko. V roce 1886 byl povýšen na polního podmaršála, v roce 1887 byl přeložen k 15. armádnímu sboru do Sarajeva, kde byl v letech 1889–1890 zástupcem velitele (zemské velitelství pro Bosnu a Hercegovinu).
K datu 11. října 1890 byl jmenovám guvernérem, respektive místodržitelem v Dalmatském království, kde byl zároveň vrchním velitelem se sídlem v Zadaru. Současně byl v roce 1890 jmenován c. k. tajným radou s nárokem na oslovení Excelenceod roku 1890 byl také čestným majitelem pěšího pluku č. 72 dislokovaného v Prešpurku. V Zadaru byl v počátcích svého působení tako prezidentem zemského finančního ředitelství. V Dalmácii podporoval hospodářský růst, nechal budovat nové silnice a odvodňovat močály, prosazoval také chorvatštinu jako úřední jazyk. Potenciál Dalmácie viděl především v kulturním bohatství a památkách a stal se jedním z prvních propagátorů turistiky v tomto regionu, usiloval také o financování archeologických výzkumů. V armádě dosáhl hodnosti polního zbrojmistra (1893). Mezitím byl dekorován Řádem železné koruny I. třídy (1892) a velkokřížem Leopoldova řádu (1898), v Turecku obdržel v roce 1902 Řád Osmanie. V březnu 1902 rezignoval na funkci guvernéra v Dalmácii a současně byl penzionován v armádě. V roce 1902 byl povýšen na barona (svobodný pán) a mimo aktivní službu nakonec v roce 1908 dosáhl hodnosti generála pěchoty.

## Rodina
V roce 1866 se oženil s Marií von Maschirevies. Z manželství se narodily dvě dcery. Starší Julie se v roce 1889 provdala za barona Wladimira Giesla (1860–1936), který v armádě dosáhl hodnosti polního podmaršála, působil také jako diplomat a před první světovou válkou byl rakousko-uherským vyslancem v Srbsku. Mladší dcera Valerie (1874–1947) se díky rodinným vazbám od mládí pohybovala v německy mluvících kulturních kruzích v Praze a v letech 1893–1895 udržovala poměr s básníkem Rainerem Mariou Rilkem.
Nejstarší z pěti bratrů Davidových byl Franz (1831–1902). Sloužil také v rakouské armádě a dosáhl hodnosti plukovníka u dělostřelců. Narodil se ve Lvově, od sňatku roku 1870 žil trvale v Praze na Vinohradech. Je pohřben na Olšanských hřbitovech. V roce 1870 se v kostele sv. Jindřicha oženil s Johannou Vilhelmínou Marií Zeyerovou (1842–1924), sestrou slavného českého básníka Julia Zeyera (1841–1901) a architekta Jana Zeyera (1847–1903). Jejich jediná dcera se jmenovala rovněž Valérie Davidová z Rhonfeldu (1871-1924).